# Carex indistincta
Espèce
Classification phylogénétique
Carex indistincta est une espèce de plantes du genre Carex et de la famille des Cyperaceae.